# أجيريا نيادية
أجيريا نيادية (الاسم العلمي:Egeria najas) هي نوع من النباتات يتبع جنس الأجيريا من الفصيلة الحب المائية.